# Montélimar
Montélimar – miejscowość i gmina we Francji, w regionie Owernia-Rodan-Alpy, w departamencie Drôme.
Według danych na rok 1990 gminę zamieszkiwały 29 982 osoby, a gęstość zaludnienia wynosiła 641 osób/km² (wśród 2880 gmin regionu Rodan-Alpy Montélimar plasuje się na 20. miejscu pod względem liczby ludności, natomiast pod względem powierzchni na miejscu 73.)

## Galeria

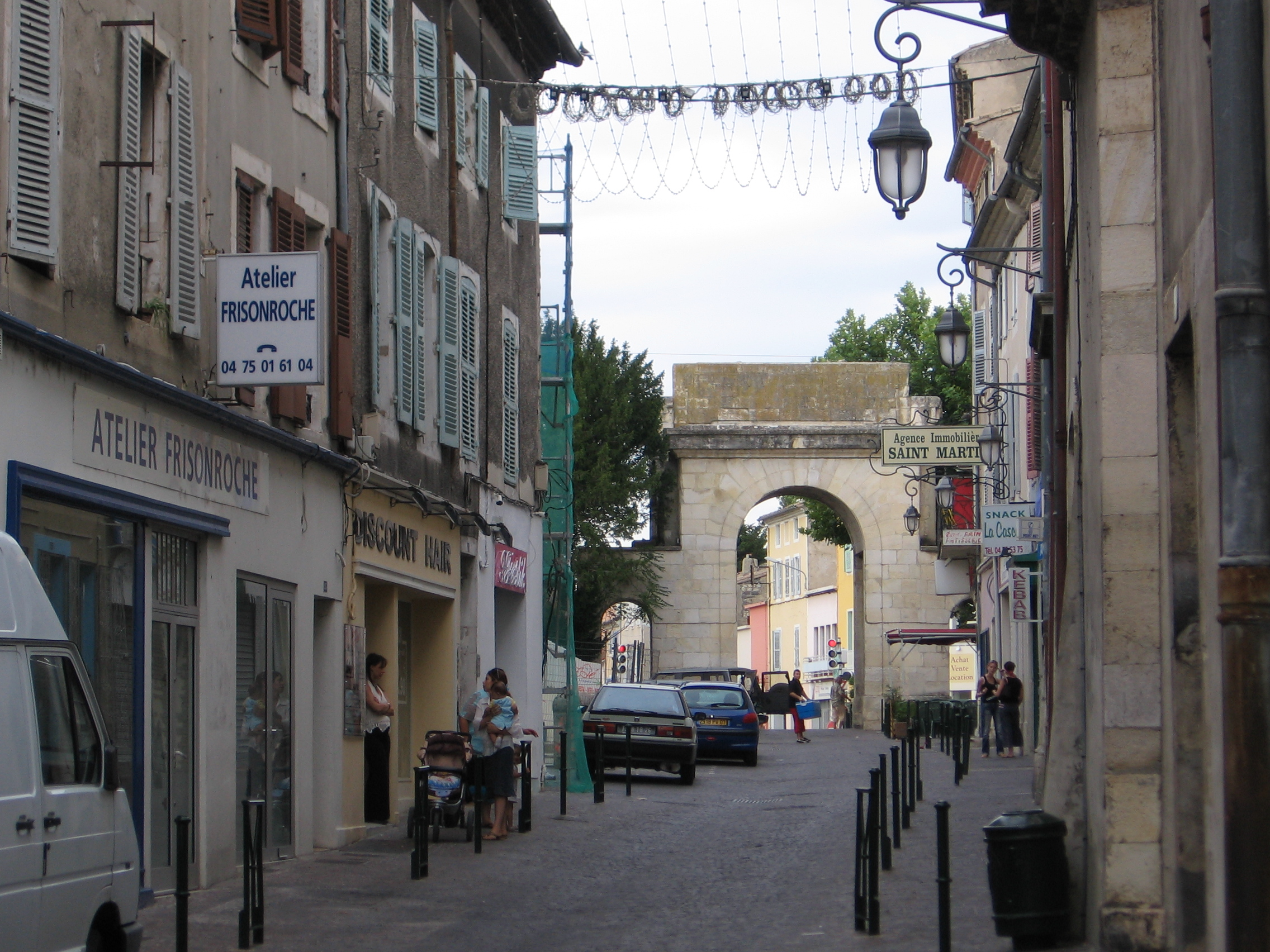
Brama św. Marcina, 2006
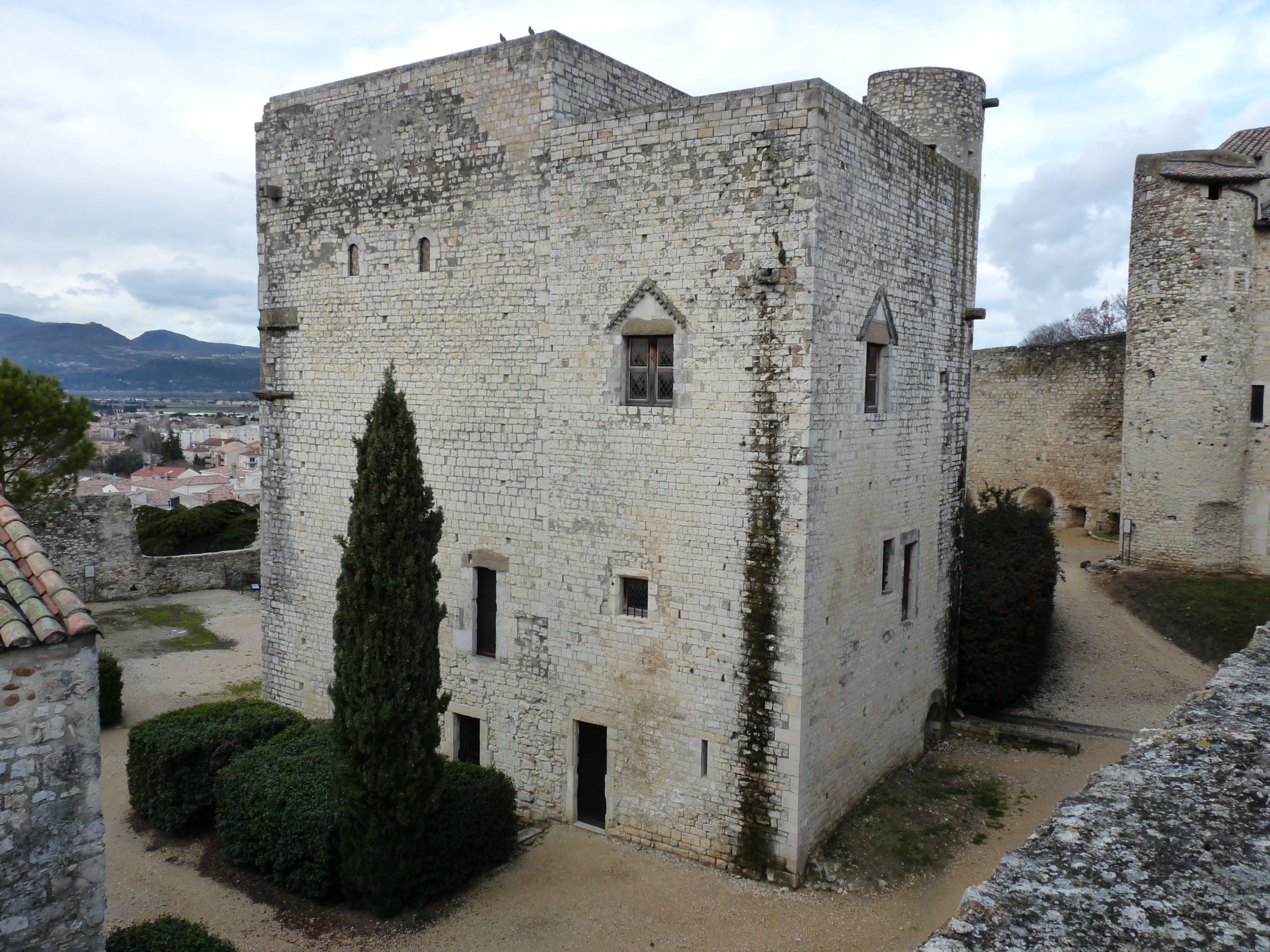
Zamek Adhemar, 2010
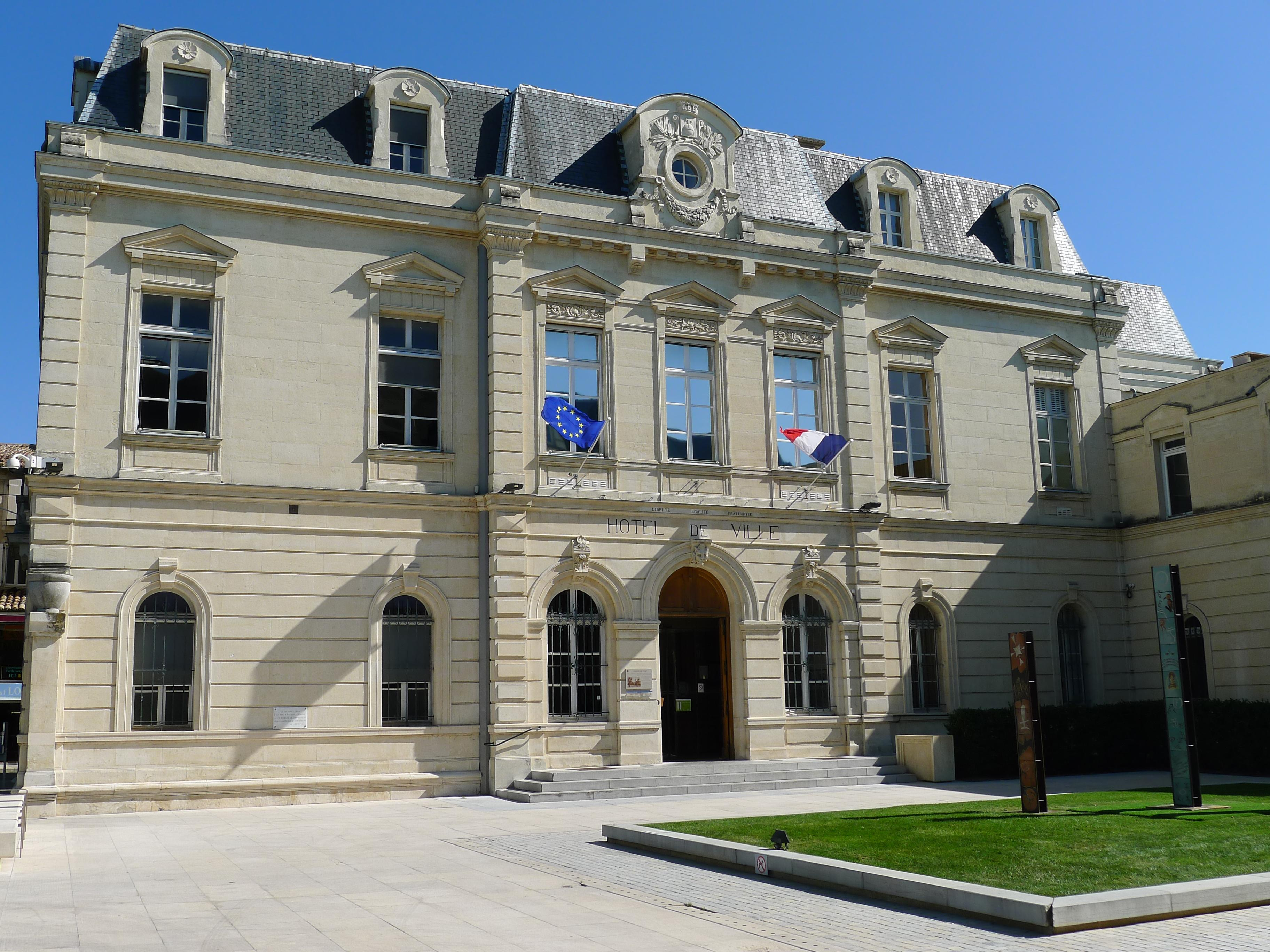
Ratusz, 2011

## Miasta partnerskie
- Aberdare, Walia
- Managua, Nikaragua
- Racine, USA
- Ravensburg, Niemcy
- Rivoli, Włochy